# Отруєння Олексія Навального
20 серпня 2020 року російський опозиційний діяч та антикорупційний активіст Олексій Навальний був отруєний нервово-паралітичним агентом «Новичок» та госпіталізований у важкому стані. Під час польоту з Томська до Москви він відчув слабкість та знепритомнів, після термінової посадки літака його доставили до лікарні в Омську і ввели в кому . Через два дні його евакуювали до лікарні Шаріте в Берліні, Німеччина. Застосування нервово-паралітичної речовини було підтверджено п'ятьма сертифікованими лабораторіями Організації з заборони хімічної зброї (ОЗХЗ). 7 вересня лікарі повідомили, що вивели Навального з індукованої коми і що його стан покращився. Він був виписаний із лікарні 22 вересня 2020 р. ОЗХЗ повідомила, що інгібітор холінестерази з групи «Новичок» був знайдений у крові Навального, зразках шкіри та його пляшці з водою. У той же час у звіті ОЗХЗ роз'яснюється, що Навальний був отруєний новим видом «Новичок», який не входив до переліку контрольованих хімічних речовин Конвенції про хімічну зброю.
Інші відомі росіяни, особливо критично-налаштовані щодо Кремля, зазнавали отруєнь протягом останніх двох десятиліть. Навальний звинуватив президента Володимира Путіна у відповідальності за його отруєння. ЄС та Велика Британія ввели санкції через отруєння Навального проти директора Російської Федеральної служби безпеки (ФСБ) Олександра Бортникова та п'яти інших вищих російських чиновників та Державного науково-дослідного інституту органічної хімії та технологій (ДержНІОХТ). На думку ЄС, отруєння Навального стало можливим «лише за згодою Адміністрації Президента» та за участю ФСБ. Розслідування Bellingcat та The Insider зазначає, що було залучено агентів ФСБ до отруєння Навального.
Російські прокурори відмовились відкрити офіційне кримінальне розслідування отруєння, стверджуючи, що не знайшли ознак скоєння злочину,, а Кремль заперечив свою причетність до отруєння Навального.
17 січня 2021 року, Навальний повернувся до Росії з Німеччини і був затриманий в міжнародному аеропорту Шереметьєво нібито за порушення умов випробувального терміну. 2 лютого його умовне покарання було замінено тюремним вироком. У колонії він провів більше двох з половиною років, де помер 16 лютого 2024 року.

## Передумови

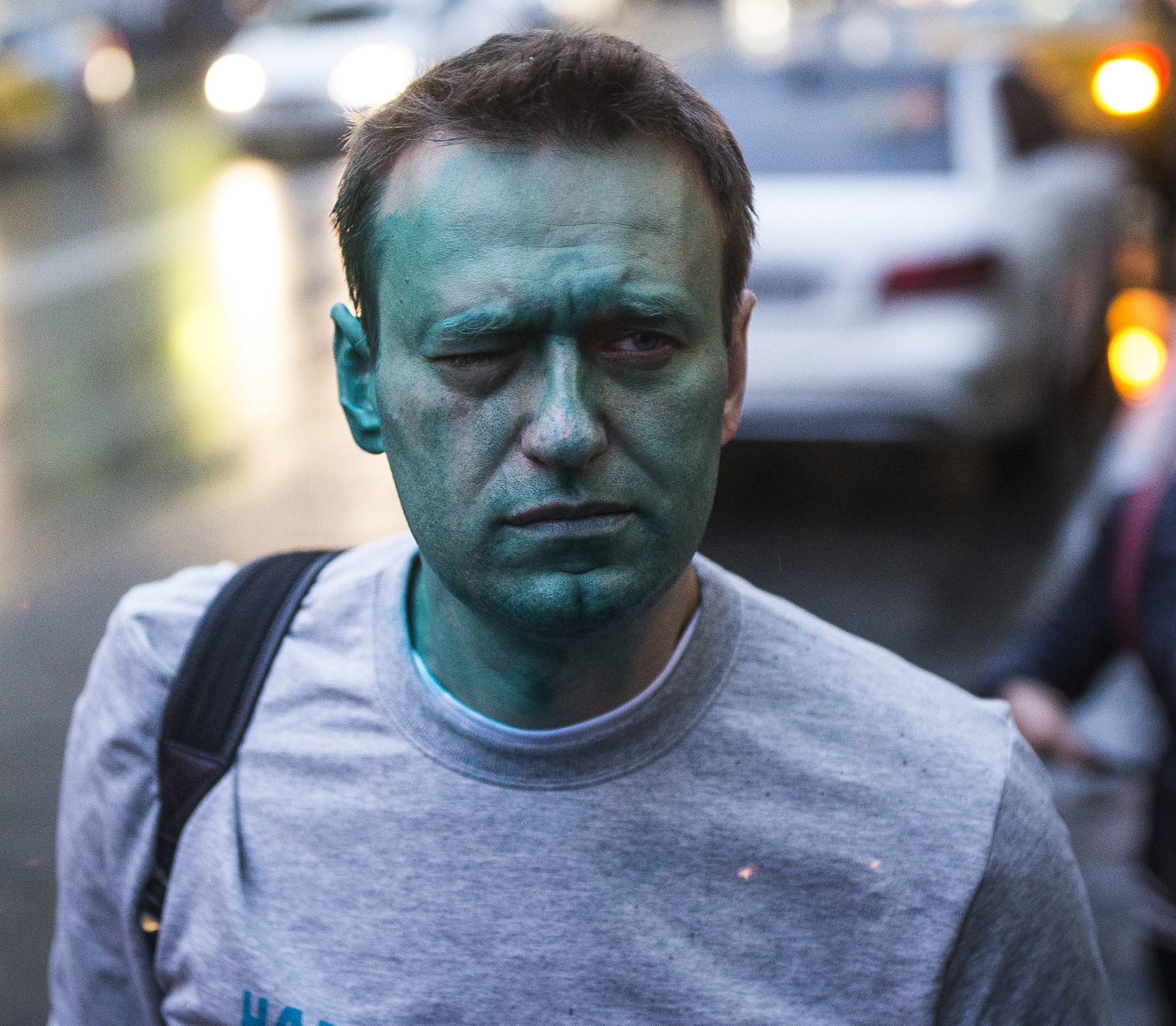
Навальний після нападу в квітні 2017 року

На Олексія Навального раніше скоювали напади з використанням хімічних речовин. 27 квітня 2017 року на Навального напали невідомі біля його офісу у Фонді боротьби з корупцією, які розпорошили йому в обличчя діамантовий синтетичний аніліновий зелений барвник, можливо змішаний з іншими компонентами. Навальний повідомив, що втратив 80 відсотків зору на праве око. Він також сказав, що його лікар вважає, що в рідині є інша їдка речовина, і що «є надія», що втрачений зір буде відновлений. Він також стверджував, що зловмисником був Олександр Петрунко, чоловік, який, на його думку, мав відношення до заступника спікера Державної думи Петра Олеговича Толстого. Навальний звинуватив Кремль в організації нападу.
Ще один інцидент стався в липні 2019 року, коли Навального було заарештовано та ув'язнено. 28 липня його госпіталізували з важкими пошкодженнями очей та шкіри. У лікарні у нього діагностували алергічну реакцію, хоча цей діагноз заперечувала Анастасія Васильєва, одна з його особистих лікарів. Васильєва поставила під сумнів діагноз і припустила можливість того, що стан Навального був наслідком «згубної дії невизначених хімічних речовин». 29 липня 2019 року Навальний був виписаний із лікарні та доставлений назад до в'язниці, незважаючи на заперечення його особистої лікарки, яка ставила під сумнів мотиви лікарні.
У серпні 2020 року, за дні, що передували отруєнню, Навальний публікував на своєму каналі YouTube відеоролики, в яких висловлював підтримку демократичним протестам Білорусі 2020 року, які були спричинені суперечливими виборами президента Білорусі 2020 року. Місцевий сайт новин Тайга. Інфо повідомляв, що під час поїздки по Сибіру Навальний проводив розслідування, а також зустрічався з місцевими кандидатами та волонтерами. На запитання, чи готував Навальний викриття незадовго до того, як він сильно занедужав, соратниця Навального Любов Соболь заявила: «Я не можу розкрити всі подробиці, але Навальний був у робочій поїздці. Він не відпочивав у регіонах».
Вважається, що Навальний був отруєний як «покарання» за свою опозиційну роботу Інші відомі росіяни, включаючи активістів, журналістів та колишніх шпигунів, зазнали нападів та отруєнь протягом останніх десятиліть, такі як Олександр Литвиненко у 2006 році та Сергій Скрипаль у 2018 році, обидва у Сполученому Королівстві. Британська влада звинуватила російські спецслужби, і в результаті запиту було зроблено висновок, що президент Росії Володимир Путін «ймовірно» схвалив вбивство Литвиненка. В останньому випадку було використано нервово-речовинний препарат Новичка. Як повідомляє The New York Times, експерти висловили сумнів у тому, що «Новичком» користуватиметься хтось інший, ніж агент, що фінансується державою. Журналістка та правозахисниця Ганна Політковська, відома своєю критикою Путіна та висвітленням Другої російсько-чеченської війни, захворіла під час польоту, куди летіла щоб висвітлити облогу школи в Беслані в 2004 році. Пізніше на неї у 2006 році було здійснено замах на вбивство. У 2018 році активіст «Pussy Riot» Петро Верзілов був госпіталізований у Москві, а згодом через кілька днів доставлений до Берлінської лікарні Шаріте для лікування, яке було організоване Фондом «Кіно за мир» після підозри на отруєння.
За словами активіста Іллі Чумакова, який зустрівся з Навальним разом з іншими прихильниками за день до втечі, коли Навального запитали, чому він не помер, він сказав, що його смерть не буде корисною для Путіна і що це перетворить його на героя.

## Отруєння та лікування
20 серпня 2020 року, Навальний занедужав під час перельоту з Томська до Москви і був госпіталізований до міської клінічної лікарні швидкої допомоги N1 в Омську, де літак здійснив аварійну посадку. Зміна його стану в літаку була раптовою і бурхливою, а відеозаписи показали, як Навальний голосно кричав
Згодом його прессекретарка повідомила, що він знаходиться в комі та на апараті штучної вентиляції легенів у лікарні. Вона також повідомила, що Навальний лише пив чай з самого ранку, підозрювали, що до його напою щось додали. У лікарні сказали, що він перебуває у стабільному, але важкому стані, і, спочатку визнали, що Навальний, ймовірно, був отруєний, заступник головного лікаря лікарні сказав журналістам, що отруєння розглядається «як один із багатьох сценаріїв» Хоча спочатку лікарі припускали, що він страждає на порушення обміну речовин, спричинене низьким рівнем цукру в крові, пізніше вони заявили, що він, швидше за все, був отруєний антипсихотиками або нейролептиками, і що були виявлені промислові хімічні речовини, такі як 2-етилгексилдифенілфосфат. На фотографії у соцмережах, зробленій шанувальником, видно, як Навальний п'є чай у кафе аеропорту Томська.
До обіду дружина Навального, Юлія прибула до лікарні з Москви. Вона взяла з собою особисту лікарку Навального Анастасію Васильєву. Однак влада спочатку відмовляла їм увійти до кімнати. Вони вимагали підтвердження у формі свідоцтва про шлюб, що Юлія справді є його дружиною Літак, який оплатив Фонд «Кіно для миру», був відправлений з Німеччини для евакуації Навального з Омська на лікування в « Шаріте» в Берліні. Лікарі, які лікували його в Омську, спочатку заявили, що він занадто хворий для транспортування, але згодом відпустили його, і він прибув до Берліна 22 серпня. Олександр Мураховський, головний лікар омської лікарні, заявив на пресконференції 24 серпня, що вони врятували йому життя і не виявили слідів жодної отрути в йогоорганізмі; він також зазначив, що на лікарів лікарні не чинився тиск з боку російських чиновників. Лікарі, які лікували його в «Шаріте», оголосили пізніше того дня, що, хоча конкретна речовина ще не відома, клінічні дані свідчать про отруєння речовиною з групи нервових агентів, відомих як інгібітори холінестерази, і що вони будуть проводити подальші тести, щоб виявити точну речовину. Докази можуть бути отримані з публікацією розпочатого лабораторного тестування.
Станом на 2 вересня 2020 року, Навальний перебував у стані медичної індукції. Лікар Олександр Мураховський написав листа Шаріте, вимагаючи, щоб вони показали лабораторні дані про його отруєння інгібітором холінестерази, заявивши, що лікарі в його лікарні не знайшли таких доказів. Він заявив, що зниження холінестерази могло статися або шляхом споживання сполуки, або природним шляхом, також опублікувавши передбачуваний незалежний аналіз, який не виявляє інгібіторів холінестерази. Він підтвердив, що дав йому атропін, який використовується для протидії певним нервовим агентам та отруєнню пестицидами, але заявив, що причини не пов'язані з отруєнням.
14 вересня в лікарні Шаріте повідомили, що Навального зняли з апарату штучної вентиляції легенів і що він може встати з ліжка. Вперше лікарня заявила, що опублікувала заяву після консультацій «з пацієнтом та його дружиною», а не лише з дружиною.
15 вересня прессекретарка Навального заявила, що Навальний повернеться до Росії. Також Навальний вперше після отруєння опублікував у соцмережах знімок зі свого лікарняного ліжка. Кремль виключив зустріч Навального з Путіним.
22 вересня лікарі лікарні «Шаріте» оголосили його достатньо одужавшим для виписки із стаціонару.
Відновлюючись після виписки з лікарні, Навальний заявив: «Я стверджую, що за злочином стояв Путін, і я не маю інших пояснень того, що сталося. Лише троє людей можуть дати наказ ввести в дію „активні заходи“ та використовувати „Новичок“ … директор ФСБ Олександр Бортников, керівник служби зовнішньої розвідки Сергій Наришкін та директор ГРУ не можуть прийняти таке рішення без наказу Путіна».
Разом з тим, згідно повідомлень в ЗМІ, в міській клінічній лікарні швидкої допомоги N1 в м. Омську, в якій надавали першу медичну допомогу Навальному після його отруєння «Новічком», в останній час зафіксовано декілька випадків смертей лікарів цієї лікарні:
- 5 лютого 2021 року, в результаті серцевого нападу помер заступник головного лікаря з анестезіології і реанімації Сергій Максимішин[50];
- 26 березня 2021 року, в результаті інсульту (прим. — за офіційними даними) помер завідувач відділення травматології та ортопедії Рустам Агішев[51];
- 7 травня 2021 року, в Омській області РФ під час полювання поблизу села Поспєлово Большеуковського району зник глава регіонального Міністерства охорони здоров'я Омської області Олександр Мураховський, який на час госпіталізації Навального після отруєння, був головлікарем Омської лікарні швидкої допомоги № 1, розшуки результатів — не дали[52].

## Розслідування
Дізнавшись про отруєння, співробітники Фонду протидії корупції (ФБК) у адміністрації готелю, в якому зупинився Навальний, повідомили, що його могли отруїти «чимось із міні-бару» і отримати дозвіл на огляд його кімнати. Перевірка проводилась у присутності адміністратора готелю та адвоката та була знята на відео. Прибічники Навального винесли з кімнати його особисті речі, зокрема кілька пластикових пляшок з водою. Згодом керівниця слідчого відділу ФБК Марія Певчих відвезла ці пляшки до Німеччини тим самим медичним літаком, на якому перевозили самого Навального, і передала їх німецьким спеціалістам. Лікарі Навального з лікарні Шаріте звернулись за допомогою до експертів Бундесверу, щоб перевірити, чи не отруївся Навальний хімічним бойовим агентом. Інститут фармакології та токсикології Бундесверу виявив у тілі Навального сліди отрути групи «Новичок». У крові та сечі, а також на зразках шкіри Навального виявлено сліди нервово-паралітичної речовини «Новичок». Сліди отрути також були знайдені на одній із пляшок Навального, яка раніше була передана берлінським лікарям та на деяких інших нерозкритих предметах. Експерти припускають, що Навальний пив з неї після отруєння і залишав сліди. Команда Навального припустила, що його, можливо, отруїли перед виходом з готелю. Також було зазначено, що перед виїздом з Росії одяг Навального вилучив російський уряд Фахівці Організації заборони хімічної зброї (ОЗХЗ) взяли зразки у Навального та передали їх у сертифіковані лабораторії, призначені Генеральним директором ОЗХЗ.. Результати досліджень Інституту фармакології та токсикології Бундесверу були передані ОЗХЗ.
13 грудня 2020 року в статті The Sunday Times з посиланням на анонімні джерела розвідки повідомляється, що Навальний був отруєний вдруге, перебуваючи в лікарні в Омську; Вважається, що попереднє введення антидоту атропіну у відповідь на перше отруєння врятувало життя Навального, протидіючи другій дозі «Новичка». Фахівці виявили Новичка на нижній білизні та одязі політика, в тому числі на поясі. Отрута потрапила на речі після того, як спецслужби увійшли до готельного номера Навального в Томську.
Лікарня Шаріте за згодою Навального опублікувала наукову статтю "Отруєння нервово-паралітичним агентом «Новичок» у рецензованому медичному журналі «Lancet». У статті 14 лікарів описали клінічні подробиці та курс лікування. Лікарі також підтвердили, що саме серйозне отруєння стало причиною стану Навального: «Лабораторія німецьких збройних сил, призначена Організацією з заборони хімічної зброї, виявила фосфорорганічний нервово-речовинний засіб з групи „Новичок“ у зразках крові, відібраних відразу після прийому пацієнта до Шаріте». Вони також висловили думку, що Навальний вижив завдяки своєчасному лікуванню та попередньому міцному здоров'ю. Після публікації Навальний заявив, що докази отруєння, яких вимагав Путін, тепер доступні всьому світу.

### Спільне розслідування Bellingcat таThe Insider
14 грудня 2020 року, Bellingcat та The Insider у співпраці з CNN, Der Spiegel та Фондом боротьби з корупцією опублікували спільне розслідування з причетністю агентів Федеральної служби безпеки Росії (ФСБ) до отруєння Навального. Слідство докладно розповіло про спеціальний підрозділ ФСБ, що спеціалізується на хімічних речовинах, а також слідчі відстежили членів підрозділу за допомогою даних зв'язку та подорожей. Того ж дня Навальний опублікував нове відео та написав у Twitter: «Справа закрита. Я знаю, хто намагався мене вбити. Справа щодо моєї спроби вбивства вирішена. Ми знаємо імена, знаємо посади та маємо фотографії». За версією слідства, за Навальним спостерігала група з восьми оперативних працівників підрозділу з 2017 року, і, можливо, раніше були спроби отруїти його. Дані про поїздки ймовірних співробітників ФСБ були оприлюднені. На запитання про розслідування Путін назвав це «легалізацією матеріалів американських спецслужб» і підтвердив, що російські агенти безпеки переслідували Навального, стверджуючи, що Навального підтримує американська розвідка, і заперечуючи, що його отруїли.
У січні 2021 року, Bellingcat в рамках окремого спільного розслідування з «Шпігелем» пов'язав підрозділ, який відстежував Навального і, як стверджується, отруїв його, зі смертю двох інших активістів, включаючи Тимура Куашева в 2014 році і Руслана Магомедрагімова в 2015 році, а також потенційно політика Нікіту Ісаєва в 2019 році, однак зазначено, що Ісаєв був «абсолютно лояльним» до Кремля і не було мотивів для того, щоб його вбили ФСБ.
У лютому 2021 року, спільне розслідування Bellingcat з Der Spiegel заявило, що за Володимиром Кара-Мурзою шпигувало те саме відділення, що підозрюється в отруєннях.

### Російське державне розслідування
27 серпня 2020 року, російська поліція та Міністерство внутрішніх справ заявили, що розпочали планове попереднє розслідування отруєння, перевіривши готельний номер та кадри відеоспостереження. Прокурори стверджували, що після попереднього розслідування не було необхідності в подальшому розслідуванні, стверджуючи, що не було виявлено ознак вчинення злочину.

## Реакції
Звістка про отруєння Навального призвела до падіння рубля — до долара та євро.
20 серпня речник ООН Стефан Дюжаррі висловив занепокоєння «раптовою хворобою» Навального Президент США Дональд Трамп заявив, що США стежать за повідомленнями лідера російської опозиції. Американський радник з питань національної безпеки Роберт О'Брайен заявив, що повідомлення про можливе отруєння Навального викликають «надзвичайну стурбованість» у Вашингтоні.
21 серпня Управління Верховного комісара ООН з прав людини заявило, що очікує від Навального належної медичної допомоги. Німецький уряд оголосив, що є серйозні підстави підозрювати, що сталося отруєння, і закликав надати Навальному будь-яку медичну допомогу, яка могла б його врятувати. Глава Європейської ради Шарль Мішель висловив занепокоєння станом Навального. Президент Франції Еммануель Макрон заявив, що Франція готова запропонувати Навальному та його родині «усю необхідну допомогу … з точки зору охорони здоров'я, притулку, захисту», і вимагав пояснити обставини, пов'язані з інцидентом. Канцлер Німеччини Ангела Меркель також запропонувала будь-яку медичну допомогу, необхідну в німецьких лікарнях. Міжнародна Амністія закликала провести розслідування щодо передбачуваного отруєння. За словами Джона Сіфера, колишнього начальника станції ЦРУ в Москві, «незалежно від того, замовляв отруєння Путін особисто, він стоїть за будь-якими зусиллями з метою контролю через залякування та вбивства».
24 серпня канцлер Німеччини Ангела Меркель та міністр закордонних справ Хайко Маас у спільній заяві закликали російську владу детально та якомога прозоріше з'ясувати всі обставини інциденту, встановити та притягнути до відповідальності винних. Глава дипломатії ЄС Йозеп Боррелл заявив, що російська влада повинна негайно розпочати незалежне і прозоре розслідування отруєння Навального.
25 серпня міністр закордонних справ Франції Жан-Ів Ле Дріан заявив, що Франція на підставі попереднього висновку лікарів клініки Шаріте про отруєння Навального вважає цей інцидент кримінальним діянням і закликає знайти і покарати винних.
Заступник держсекретаря США Стівен Бігун висловив глибоке занепокоєння станом Навального, а також впливом повідомлень про його отруєння на громадянське суспільство в Росії. Американський дипломат також наголосив на важливості прозорості та свободи слова в будь-якій демократичній державі. Бігун заявив, що «якщо отруєння Навального підтвердиться, США можуть вжити заходів, які перевищуватимуть реакцію Вашингтона на висновки про втручання Росії в президентські вибори 2016 року в США».
25 серпня бізнесмен Євген Пригожин, який має зв'язки з Путіним і його називали «шеф — Путіна», цитує як кажуть, що він має намір провести в життя рішення суду в минулому році, що потрібно Навального, його помічник Любов Соболь і його Анти- Фонд корупції виплатить компанії «Московський школьник» збиток у розмірі 88 мільйонів рублів через відеорозслідування. Пригожин викупив борг, щоб Навальний та його соратник мали безпосередню заборгованість перед ним. Компанія цитує Пригожина, який сказав: «Я маю намір позбавити цю групу недобросовісних людей одягу та взуття», і що, якщо Навальний виживе, Навальний буде нести відповідальність «згідно з усією суворістю російського законодавства».
26 серпня прем'єр-міністр Великої Британії Борис Джонсон та генеральний секретар НАТО Єнс Столтенберг долучились до вимог прозорого розслідування. За словами Джонсона, отруєння Навального «шокувало світ», і Столтенберг не бачить підстав сумніватися у висновках лікарів Шаріте.
2 вересня, після того як уряд Німеччини офіційно оголосив, що фармацевтична та токсикологічна лабораторія Бундесверу виявила в тілі Олексія Навального сліди отрути групи «Новичок» канцлерка Німеччини Ангела Меркель опублікувала заяву, в якій назвала отруєння Навального спробою змусити його замовкнути. Меркель сказала, що «пан Навальний став жертвою злочину», який «викликає дуже серйозні питання, на які тільки російський уряд може відповісти» У своїй заяві Європейська служба зовнішніх справ засудила отруєння і зазначила, що «вкрай важливо, щоб російський уряд ретельно і прозоро розслідував спробу вбивства пана Навального». Борис Джонсон зажадав від Росії пояснень і заявив, що вважає «обурливим те, що проти Олексія Навального застосовували хімічну зброю». Він пообіцяв «співпрацювати з міжнародними партнерами, щоб забезпечити справедливість» Жан-Ів Ле Дріан засудив «шокуюче і безвідповідальне». використання отруйного агента «Новичок» та заявив, що це порушує заборону на використання хімічної зброї.